# 일본 프로 야구 최고 승률
일본 프로 야구에서 최고 승률(일본어: 最高勝率)은 투수 부문 타이틀 중의 하나이다. 최우수 승률 투수(最優秀勝率投手), 또는 승률 제1위 투수(勝率第一位投手)라고도 불리는 이 타이틀은 정규 시즌을 통해서 시즌 13승 이상을 거둔 투수 중 승률이 가장 높은 투수에게 주어진다.

## 개요
단일 리그 시대 및 양대 리그제가 도입된 이후 1950년부터 1972년까지 센트럴 리그, 퍼시픽 리그 양쪽 모두 ‘최우수 승률 투수’라는 정식 타이틀로 시상을 실시하고 있었다. 1973년부터는 타이틀로서의 시상 대상에서는 제외됐지만 양대 리그 모두 공식 기록상의 ‘최고 승률 투수’는 선출하고 있었다.
2002년에 퍼시픽 리그가 ‘최우수 투수’라는 명칭으로 최고 승률을 기록했던 투수에 대한 시상을 재개했고 2013년에는 베스트 나인에 선정된 투수를 최우수 투수로 뽑던 센트럴 리그도 시상 대상을 ‘최고 승률 투수’로 개정하면서 명칭을 양대 리그 모두 ‘승률 제1위 투수상’(勝率第一位投手賞)으로 변경됐다. 실질적으로는 최우수 투수라는 타이틀이 폐지돼 최우수 승률 투수가 타이틀로서 부활한 형태가 된다.
단일 리그 시대에는 해에 따라 경기 수나 완투 횟수 등을 선정 기준에 들어가 있는 경우가 있었고 엄밀히 말해 최고 승률을 기록한 투수가 수상하지 못한 시즌이 있었다. 양대 리그 제도가 도입한 후의 선정 기준은 센트럴 리그가 ‘규정 투구 이닝을 채운 투수 가운데 승률이 가장 높은 투수’, 퍼시픽 리그가 1985년까지 센트럴 리그와 동일, 1986년 이후에는 ‘시즌 13승 이상을 올린 투수 가운데 승률이 가장 높은 투수’였다. 이 때문에 센트럴 리그에서의 선정된 선수는 기본적으로 선발 중심의 투수 뿐이었으나 퍼시픽 리그에서는 1985년에 19승 3패를 기록한 이시모토 요시아키, 1995년에 15승 5패를 기록한 히라이 마사후미, 1999년에 14승 1패를 기록한 시노하라 다카유키 등이 구원 승리만으로 선출된 사례가 있다. 또, 1998년에 구로키 도모히로(13승 9패, 승률 0.591)는 승률에서 가장 낮은 기록이지만 그 해에 13승 이상을 기록한 투수가 다케다 가즈히로(13승 10패, 승률 0.565), 니시구치 후미야(13승 12패, 승률 0.520) 밖에 없어서 당시 센트럴 리그의 룰이면 이시이 다카시(9승 3패, 승률 0.750)가 1위로 돼있었다. 반대로 무패로 시즌을 마친 경우에는 1.000이며 그대로 불멸의 리그 기록이 된다는 특징이 있는데 현재 시점에서 1.000을 기록한 선수는 가게우라 마사루, 미소노오 다카오, 마시바 시게쿠니, 다나카 마사히로 등 4명이 있으며 센트럴 리그에는 단 한 번도 없다.
2013년에 ‘승률 제1위 투수상’으로 바뀐 이후부터는 양대 리그 모두 ‘시즌 13승 이상을 올린 투수 가운데 승률이 가장 높은 투수’의 조건으로 통일하고 있다. 다만 2020년에는 코로나 19 감염 확산의 영향으로 정규 시즌 개막이 대폭 축소된 120경기제였으므로 ‘시즌 10승 이상을 거둔 투수 가운데 승률이 가장 높은 투수’라는 조건으로 변경됐다. 규정 투구 이닝 수는 센트럴·퍼시픽 양대 리그 모두 조건에 들어 있지 않았다.

## 역대 최우수 승률 투수

### 단일 리그 시대
규정 투구 이닝(해에 따라서는 경기 수나 완투 수가 기준이다)을 조건으로 게재
| 연도      | 성명                 | 소속              | 승률  |
| --------- | -------------------- | ----------------- | ----- |
| 1936 추계 | 가게우라 마사루      | 오사카 타이거스   | 1.000 |
| 1937 춘계 | 사와무라 에이지      | 도쿄 교진군       | .857  |
| 1937 추계 | 미소노오 다카오      | 오사카 타이거스   | 1.000 |
| 1938 춘계 | 미소노오 다카오      | 오사카 타이거스   | .909  |
| 1938 추계 | 빅토르 스타루힌      | 도쿄 교진군       | .905  |
| 1939      | 와카바야시 다다시 ※1 | 오사카 타이거스   | .800  |
| 1940      | 스다 히로시 ※2       | 도쿄 교진군       | .760  |
| 1941      | 모리 고타로 ※3       | 한큐군            | .789  |
| 1942      | 히로세 슈이치        | 도쿄 교진군       | .778  |
| 1943      | 후지모토 히데오      | 도쿄 교진군       | .756  |
| 1944      | 와카바야시 다다시    | 한신군            | .846  |
| 1946      | 후지모토 히데오      | 도쿄 교진군       | .778  |
| 1947      | 미소노오 다카오      | 오사카 타이거스   | .750  |
| 1948      | 벳쇼 아키라          | 난카이 호크스     | .722  |
| 1949      | 후지모토 히데오      | 요미우리 자이언츠 | .774  |

- 붉은색 글씨는 NPB 역대 최고 성적

(비고)
※1 승률 1위는 미소노오 다카오(오사카 타이거스, 승률 .824)
※2 승률 1위는 미와 하치로(한신군, 승률 .762)
※3 승률 1위는 스다 히로시(도쿄 교진군, 승률 .833)
모두 이유는 명확하진 않지만 승점에 제한이 있었던 것으로 추측된다.

### 양대 리그 시대
| 연도                                           | 센트럴 리그       | 센트럴 리그              | 센트럴 리그 | 퍼시픽 리그         | 퍼시픽 리그                | 퍼시픽 리그 |
| 연도                                           | 성명              | 소속                     | 승률        | 성명                | 소속                       | 승률        |
| ---------------------------------------------- | ----------------- | ------------------------ | ----------- | ------------------- | -------------------------- | ----------- |
| 1950                                           | 오시마 노부오     | 쇼치쿠 로빈스            | .833        | 노무라 다케시       | 마이니치 오리온스          | .818        |
| 1951                                           | 마쓰다 기요시     | 요미우리 자이언츠        | .885        | 나카타니 노부오     | 난카이 호크스              | .875        |
| 1952                                           | 후지무라 다카오   | 오사카 타이거스          | .806        | 유키 스스무         | 난카이 호크스              | .731        |
| 1953                                           | 오토모 다쿠미     | 요미우리 자이언츠        | .818        | 오가미 다케토시     | 난카이 호크스              | .704        |
| 1953                                           | 이시카와 가쓰히코 | 나고야 드래건스          | .818        | 오가미 다케토시     | 난카이 호크스              | .704        |
| 1954                                           | 스기시타 시게루   | 주니치 드래건스          | .727        | 니시무라 사다아키   | 니시테쓰 라이온스          | .815        |
| 1955                                           | 오토모 다쿠미     | 요미우리 자이언츠        | .833        | 나카무라 다이세이   | 난카이 호크스              | .852        |
| 1956                                           | 호리우치 쇼       | 요미우리 자이언츠        | .778        | 우에무라 요시노부   | 마이니치 오리온스          | .792        |
| 1957                                           | 기도 요시노리     | 요미우리 자이언츠        | .708        | 이나오 가즈히사     | 니시테쓰 라이온스          | .854        |
| 1958                                           | 후지타 모토시     | 요미우리 자이언츠        | .690        | 아키모토 유사쿠     | 한큐 브레이브스            | .778        |
| 1959                                           | 후지타 모토시     | 요미우리 자이언츠        | .711        | 스기우라 다다시     | 난카이 호크스              | .905        |
| 1960                                           | 아키야마 노보루   | 다이요 웨일스            | .677        | 오노 쇼이치         | 마이니치 다이에이 오리온스 | .750        |
| 1961                                           | 이토 요시아키     | 요미우리 자이언츠        | .684        | 이나오 가즈히사     | 니시테쓰 라이온스          | .750        |
| 1962                                           | 고야마 마사아키   | 한신 타이거스            | .711        | 미나가와 무쓰오     | 난카이 호크스              | .826        |
| 1963                                           | 야마나카 다쓰미   | 주니치 드래건스          | .714        | 다나카 쓰토무       | 니시테쓰 라이온스          | .680        |
| 1963                                           | 야마나카 다쓰미   | 주니치 드래건스          | .714        | 모리나카 지카라     | 난카이 호크스              | .680        |
| 1964                                           | 이시카와 미도리   | 한신 타이거스            | .769        | 조 스탠카           | 난카이 호크스              | .788        |
| 1965                                           | 야마나카 다쓰미   | 주니치 드래건스          | .857        | 하야시 도시히코     | 난카이 호크스              | .850        |
| 1966                                           | 호리우치 쓰네오   | 요미우리 자이언츠        | .889        | 미나가와 무쓰오     | 난카이 호크스              | .720        |
| 1967                                           | 호리우치 쓰네오   | 요미우리 자이언츠        | .857        | 이시이 시게오       | 한큐 브레이브스            | .692        |
| 1968                                           | 시마다 겐타로     | 다이요 웨일스            | .700        | 무라카미 마사노리   | 난카이 호크스              | .818        |
| 1969                                           | 다카하시 가즈미   | 요미우리 자이언츠        | .815        | 세이 도시히코       | 긴테쓰 버펄로스            | .720        |
| 1970                                           | 무라야마 미노루   | 한신 타이거스            | .824        | 사사키 고이치로     | 긴테쓰 버펄로스            | .773        |
| 1971                                           | 사카이 가쓰지     | 다이요 웨일스            | .692        | 야마다 히사시       | 한큐 브레이브스            | .786        |
| 1972                                           | 호리우치 쓰네오   | 요미우리 자이언츠        | .743        | 사토 미치오         | 난카이 호크스              | .750        |
| 센트럴 리그는 투수 부문 타이틀에 해당되지 않음 |                   |                          |             |                     |                            |             |
| 연도                                           | 성명              | 소속                     | 승률        | 성명                | 소속                       | 승률        |
| 1973                                           | 구라타 마코토     | 요미우리 자이언츠        | .667        | 야기사와 소로쿠     | 롯데 오리온스              | .875        |
| 1974                                           | 마쓰모토 유키쓰라 | 주니치 드래건스          | .690        | 다케무라 가즈요시   | 한큐 브레이브스            | .750        |
| 1975                                           | 호시노 센이치     | 주니치 드래건스          | .773        | 스즈키 게이시       | 긴테쓰 버펄로스            | .786        |
| 1975                                           | 호시노 센이치     | 주니치 드래건스          | .773        | 노무라 오사무       | 닛폰햄 파이터스            | .786        |
| 1976                                           | 가토 하지메       | 요미우리 자이언츠        | .789        | 야마다 히사시       | 한큐 브레이브스            | .788        |
| 1977                                           | 니우라 히사오     | 요미우리 자이언츠        | .786        | 이나바 미쓰오       | 한큐 브레이브스            | .739        |
| 1978                                           | 스즈키 야스지로   | 야쿠르트 스왈로스        | .813        | 야마다 히사시       | 한큐 브레이브스            | .818        |
| 1979                                           | 후지사와 기미야   | 주니치 드래건스          | .722        | 야마다 히사시       | 한큐 브레이브스            | .808        |
| 1980                                           | 후쿠시 히로아키   | 히로시마 도요 카프       | .714        | 기다 이사무         | 닛폰햄 파이터스            | .733        |
| 1981                                           | 에가와 스구루     | 요미우리 자이언츠        | .769        | 마시바 시게쿠니     | 닛폰햄 파이터스            | 1.000       |
| 1982                                           | 미야코 유지로     | 주니치 드래건스          | .762        | 구도 미키오         | 닛폰햄 파이터스            | .833        |
| 1983                                           | 쓰다 쓰네미       | 히로시마 도요 카프       | .750        | 다카하시 나오키     | 세이부 라이온스            | .813        |
| 1984                                           | 에가와 스구루     | 요미우리 자이언츠        | .750        | 이시카와 마사루     | 롯데 오리온스              | .789        |
| 1985                                           | 기타벳푸 마나부   | 히로시마 도요 카프       | .727        | 이시모토 요시아키   | 긴테쓰 버펄로스            | .864        |
| 1986                                           | 기타벳푸 마나부   | 히로시마 도요 카프       | .818        | 와타나베 히사노부   | 세이부 라이온스            | .727        |
| 1987                                           | 가와바타 준       | 히로시마 도요 카프       | .833        | 구도 기미야스       | 세이부 라이온스            | .789        |
| 1988                                           | 오노 가즈유키     | 주니치 드래건스          | .818        | 궈타이위안          | 세이부 라이온스            | .813        |
| 1989                                           | 니시모토 다카시   | 주니치 드래건스          | .769        | 호시노 노부유키     | 오릭스 브레이브스          | .714        |
| 1990                                           | 사이토 마사키     | 요미우리 자이언츠        | .800        | 노모 히데오         | 긴테쓰 버펄로스            | .692        |
| 1991                                           | 기타벳푸 마나부   | 히로시마 도요 카프       | .733        | 구도 기미야스       | 세이부 라이온스            | .842        |
| 1992                                           | 사이토 마사키     | 요미우리 자이언츠        | .739        | 이시이 다케히로     | 세이부 라이온스            | .833        |
| 1993                                           | 야마모토 마사히로 | 주니치 드래건스          | .773        | 구도 기미야스       | 세이부 라이온스            | .833        |
| 1994                                           | 기토 마코토       | 히로시마 도요 카프       | .762        | 궈타이위안          | 세이부 라이온스            | .722        |
| 1995                                           | 이시이 가즈히사   | 야쿠르트 스왈로스        | .765        | 히라이 마사후미     | 오릭스 블루웨이브          | .750        |
| 1996                                           | 사이토 마사키     | 요미우리 자이언츠        | .800        | 호시노 노부유키     | 오릭스 블루웨이브          | .722        |
| 1997                                           | 미우라 다이스케   | 요코하마 베이스타스      | .769        | 니시구치 후미야     | 세이부 라이온스            | .750        |
| 1998                                           | 구와타 마스미     | 요미우리 자이언츠        | .762        | 구로키 도모히로     | 지바 롯데 마린스           | .591        |
| 1999                                           | 우에하라 고지     | 요미우리 자이언츠        | .833        | 시노하라 다카유키   | 후쿠오카 다이에 호크스     | .933        |
| 2000                                           | 구도 기미야스     | 요미우리 자이언츠        | .706        | 오노 신고           | 지바 롯데 마린스           | .722        |
| 2001                                           | 이리키 유사쿠     | 요미우리 자이언츠        | .765        | 다노우에 게이사부로 | 후쿠오카 다이에 호크스     | .650        |
| 퍼시픽 리그는 최우수 투수로서 시상             |                   |                          |             |                     |                            |             |
| 연도                                           | 성명              | 소속                     | 승률        | 성명                | 소속                       | 승률        |
| 2002                                           | 우에하라 고지     | 요미우리 자이언츠        | .773        | 제레미 파웰         | 오사카 긴테쓰 버펄로스     | .630        |
| 2003                                           | 이가와 게이       | 한신 타이거스            | .800        | 사이토 가즈미       | 후쿠오카 다이에 호크스     | .870        |
| 2004                                           | 우에하라 고지     | 요미우리 자이언츠        | .722        | 이와쿠마 히사시     | 오사카 긴테쓰 버펄로스     | .882        |
| 2005                                           | 안도 유야         | 한신 타이거스            | .688        | 사이토 가즈미       | 후쿠오카 소프트뱅크 호크스 | .941        |
| 2006                                           | 가와카미 겐신     | 주니치 드래건스          | .708        | 사이토 가즈미       | 후쿠오카 소프트뱅크 호크스 | .783        |
| 2007                                           | 다카하시 히사노리 | 요미우리 자이언츠        | .778        | 나루세 요시히사     | 지바 롯데 마린스           | .941        |
| 2008                                           | 다테야마 쇼헤이   | 도쿄 야쿠르트 스왈로스   | .800        | 이와쿠마 히사시     | 도호쿠 라쿠텐 골든이글스   | .840        |
| 2009                                           | 디키 곤잘레스     | 요미우리 자이언츠        | .882        | 다르빗슈 유         | 홋카이도 닛폰햄 파이터스   | .750        |
| 2009                                           | 디키 곤잘레스     | 요미우리 자이언츠        | .882        | 스기우치 도시야     | 후쿠오카 소프트뱅크 호크스 | .750        |
| 2010                                           | 구보 야스토모     | 한신 타이거스            | .737        | 스기우치 도시야     | 후쿠오카 소프트뱅크 호크스 | .696        |
| 2011                                           | 요시미 가즈키     | 주니치 드래건스          | .857        | 다나카 마사히로     | 도호쿠 라쿠텐 골든이글스   | .792        |
| 2012                                           | 스기우치 도시야   | 요미우리 자이언츠        | .750        | 셋쓰 다다시         | 후쿠오카 소프트뱅크 호크스 | .773        |
| 양대 리그 모두 투수 부문 타이틀로서 시상       |                   |                          |             |                     |                            |             |
| 연도                                           | 성명              | 소속                     | 승률        | 성명                | 소속                       | 승률        |
| 2013                                           | 오가와 야스히로   | 도쿄 야쿠르트 스왈로스   | .800        | 다나카 마사히로     | 도호쿠 라쿠텐 골든이글스   | 1.000       |
| 2014                                           | 야마이 다이스케   | 주니치 드래건스          | .722        | 기시 다카유키       | 사이타마 세이부 라이온스   | .765        |
| 2015                                           | 마일스 미콜라스   | 요미우리 자이언츠        | .813        | 오타니 쇼헤이       | 홋카이도 닛폰햄 파이터스   | .750        |
| 2016                                           | 노무라 유스케     | 히로시마 도요 카프       | .842        | 와다 쓰요시         | 후쿠오카 소프트뱅크 호크스 | .750        |
| 2017                                           | 야부타 가즈키     | 히로시마 도요 카프       | .833        | 센가 고다이         | 후쿠오카 소프트뱅크 호크스 | .765        |
| 2018                                           | 오세라 다이치     | 히로시마 도요 카프       | .682        | 마이크 볼신저       | 지바 롯데 마린스           | .867        |
| 2019                                           | 야마구치 슌       | 요미우리 자이언츠        | .789        | 야마오카 다이스케   | 오릭스 버펄로스            | .765        |
| 2020                                           | 스가노 도모유키   | 요미우리 자이언츠        | .875        | 이시카와 슈타       | 후쿠오카 소프트뱅크 호크스 | .786        |
| 2021                                           | 아오야기 고요     | 한신 타이거스            | .684        | 야마모토 요시노부   | 오릭스 버펄로스            | .783        |
| 2022                                           | 아오야기 고요     | 한신 타이거스            | .765        | 야마모토 요시노부   | 오릭스 버펄로스            | .750        |
| 2023                                           | 아즈마 가쓰키     | 요코하마 DeNA 베이스타스 | .842        | 야마모토 요시노부   | 오릭스 버펄로스            | .727        |
| 2024                                           | 스가노 도모유키   | 요미우리 자이언츠        | .833        | 이토 히로미         | 홋카이도 닛폰햄 파이터스   | .737        |

- 굵은 글씨는 리그 기록.
- 붉은색 글씨는 NPB 역대 최고 성적

## 주요 기록

### 여러 차례 수상자
- 굵은 글씨: 현역 선수
- 해당 항목 기준은 3회 이상

| 선수              | 횟 수 | 연도                       |
| ----------------- | ----- | -------------------------- |
| 야마다 히사시     | 4     | 1971, 1976, 1978, 1979     |
| 구도 기미야스     | 4     | 1987, 1991, 1993, 2000     |
| 미소노오 다카오   | 3     | 1937 추계, 1938 춘계, 1947 |
| 호리우치 쓰네오   | 3     | 1966, 1967, 1972           |
| 기타벳푸 마나부   | 3     | 1985, 1986, 1991           |
| 사이토 마사키     | 3     | 1990, 1992, 1996           |
| 우에하라 고지     | 3     | 1999, 2002, 2004           |
| 사이토 가즈미     | 3     | 2003, 2005, 2006           |
| 스기우치 도시야   | 3     | 2009, 2010, 2012           |
| 야마모토 요시노부 | 3     | 2021, 2022, 2023           |

### 그 외의 기록
- 승률에 관한 기록
  - 센트럴 리그 최고 승률 : 0.889 → 호리우치 쓰네오(1966년)
  - 퍼시픽 리그 최고 승률 : 1.00 → 마시바 시게쿠니(1981년), 다나카 마사히로(2013년)
    - 단일 리그 시대를 포함한 경우에는 가게우라 마사루(1936년 추계), 미소노오 다카오(1937년 추계)의 1.00

  - 센트럴 리그 최저 승률 : 0.667 → 구라타 마코토(1973년)
  - 퍼시픽 리그 최저 승률 : 0.591 → 구로키 도모히로(1998년)

- 양대 리그 수상자
  - 구도 기미야스(퍼시픽: 1987, 1991, 1993 / 센트럴: 2000)
  - 스기우치 도시야(퍼시픽: 2009, 2010 / 센트럴: 2012)

## 같이 보기
- 일본 프로 야구 최우수 투수